# Taranto Cras Basket 2011-2012
Questa voce raccoglie le informazioni riguardanti il Taranto Cras Basket nelle competizioni ufficiali della stagione 2011-2012.

## Stagione
La stagione 2011-2012 è stata la undicesima che il Taranto Cras Basket, sponsorizzato Basile Petroli, ha disputato in Serie A1.

## Verdetti stagionali
Competizioni nazionali
- Serie A1: (32 partite)

stagione regolare: 1º posto su 12 squadre (20 vinte, 2 perse);
finale play-off vinta contro Schio (3-0).
- Coppa Italia: (4 partite)

finale vinta contro Schio (78-57).
Competizioni europee
- EuroLega: (14 partite)

stagione regolare: 6º posto su 8 squadre nel gruppo C (6 vinte, 8 perse).

## Organigramma societario
Area dirigenziale
- Presidente: Angelo Basile
- Vice Presidente: Cosimo D'Antona
- Dirigente responsabile: Roberto Anelli
- Dirigente accompagnatore: Nicola De Florio
- Team Manager: Pasquale Fasano
- Responsabile marketing: Luigi Capilli
- Addetto agli arbitri: Luigi Bon
- Ufficio Stampa: Alessandro Salvatore

Staff tecnico
- Allenatore: Roberto Ricchini
- Vice-allenatore: Mario Buccoliero
- Assistente: William Orlando
- Preparatore atletico: Cosimo Santarcangelo
- Fisioterapista: Daria Zanardi
- Medico: Fabrizio Novembre

## Rosa
|    | Naz.                                       | Ruolo | Sportivo           | Anno | Alt. |  |       |
| -- | ------------------------------------------ | ----- | ------------------ | ---- | ---- |  | ----- |
| 4  | Stati Uniti (bandiera)                     | A     | Megan Mahoney      | 1983 | 183  |  |       |
| 5  | Stati Uniti (bandiera)                     | C     | Kia Vaughn         | 1987 | 193  |  |       |
| 6  | Italia (bandiera)                          | P     | Giorgia Sottana    | 1988 | 177  |  |       |
| 7  | Italia (bandiera)                          | C     | Dubravka Dačić     | 1985 | 202  |  |       |
| 8  | Italia (bandiera)                          | A     | Simona Ballardini  | 1981 | 183  |  |       |
| 9  | Italia (bandiera)                          | C     | Sara Giauro        | 1979 | 190  |  |       |
| 10 | Romania (bandiera)                         | C     | Florina Pașcalău   | 1982 | 194  |  |       |
| 11 | Italia (bandiera)                          | A     | Marta Masoni       | 1993 | 183  |  | [ 2 ] |
| 12 | Lettonia (bandiera)                        | C     | Zenta Meļņika      | 1991 | 193  |  | [ 3 ] |
| 13 | Francia (bandiera)                         | C     | Élodie Godin       | 1985 | 190  |  |       |
| 14 | Italia (bandiera)                          | G     | Valentina Siccardi | 1982 | 182  |  |       |
| 15 | Italia (bandiera)                          | P     | Angela Gianolla    | 1980 | 170  |  |       |
| 20 | Stati Uniti (bandiera) · Italia (bandiera) | G     | Michelle Greco     | 1980 | 174  |  |       |

## Statistiche

### Statistiche delle giocatrici
- Campionato (stagione regolare e play-off)

| Giocatrice         | Partite | Partite | Min. | Pun | Tiri da 2 | Tiri da 2 | Tiri da 2 | Tiri da 3 | Tiri da 3 | Tiri da 3 | Tiri Liberi | Tiri Liberi | Tiri Liberi | Rimbalzi | Rimbalzi | Rimbalzi | Palle | Palle | Stopp. | Stopp. | Ass | Falli | Falli | Val. |
| Giocatrice         | Pr      | PG      | Min. | Pun | R         | T         | %         | R         | T         | %         | R           | T           | %           | D        | O        | T        | P     | R     | S      | D      | Ass | F     | S     | Val. |
| ------------------ | ------- | ------- | ---- | --- | --------- | --------- | --------- | --------- | --------- | --------- | ----------- | ----------- | ----------- | -------- | -------- | -------- | ----- | ----- | ------ | ------ | --- | ----- | ----- | ---- |
| Simona Ballardini  | 32      | 31      | 713  | 319 | 78        | 134       | 58        | 27        | 98        | 28        | 82          | 107         | 77          | 55       | 18       | 73       | 73    | 56    | 1      | 4      | 43  | 68    | 103   | 304  |
| Dubravka Dačić     | 4       | 4       | 42   | 17  | 6         | 11        | 55        |           |           |           | 5           | 8           | 62          | 10       | 2        | 12       | 4     | 1     |        | 1      |     | 4     | 5     | 20   |
| Angela Gianolla    | 32      | 32      | 612  | 131 | 36        | 80        | 45        | 9         | 26        | 35        | 32          | 40          | 80          | 39       | 13       | 52       | 74    | 31    | 3      |        | 45  | 37    | 57    | 133  |
| Sara Giauro        | 31      | 31      | 573  | 118 | 50        | 94        | 53        | 0         | 1         | 0         | 18          | 20          | 90          | 39       | 22       | 61       | 37    | 12    | 2      | 4      | 11  | 38    | 20    | 102  |
| Élodie Godin       | 31      | 30      | 771  | 213 | 88        | 191       | 46        |           |           |           | 37          | 48          | 77          | 148      | 67       | 215      | 61    | 67    |        | 28     | 27  | 76    | 72    | 371  |
| Michelle Greco     | 29      | 28      | 729  | 197 | 69        | 157       | 44        | 14        | 57        | 25        | 17          | 25          | 68          | 56       | 39       | 95       | 38    | 53    | 3      | 3      | 30  | 55    | 31    | 174  |
| Megan Mahoney      | 29      | 28      | 625  | 274 | 83        | 181       | 46        | 15        | 65        | 23        | 63          | 82          | 77          | 92       | 28       | 120      | 52    | 47    |        | 7      | 36  | 47    | 66    | 284  |
| Marta Masoni       | 8       | 4       | 24   | 7   | 2         | 3         | 67        | 1         | 3         | 33        |             |             |             |          | 1        | 1        | 1     | 1     | 1      |        |     | 1     | 3     | 6    |
| Zenta Meļņika      | 12      | 9       | 80   | 11  | 4         | 9         | 44        |           |           |           | 3           | 4           | 75          | 17       | 8        | 25       | 11    | 1     | 1      | 2      |     | 11    | 3     | 13   |
| Florina Pașcalău   | 19      | 19      | 279  | 110 | 46        | 88        | 52        | 0         | 4         | 0         | 18          | 25          | 72          | 36       | 25       | 61       | 32    | 8     | 4      | 1      | 11  | 38    | 20    | 84   |
| Valentina Siccardi | 30      | 27      | 359  | 69  | 27        | 61        | 44        | 2         | 17        | 12        | 9           | 11          | 82          | 39       | 9        | 48       | 26    | 12    |        | 1      | 13  | 44    | 24    | 46   |
| Giorgia Sottana    | 32      | 32      | 797  | 312 | 57        | 125       | 46        | 52        | 126       | 41        | 42          | 56          | 75          | 56       | 6        | 62       | 85    | 44    | 2      | 2      | 71  | 43    | 81    | 286  |
| Kia Vaughn         | 31      | 31      | 821  | 408 | 175       | 309       | 57        | 0         | 1         | 0         | 58          | 85          | 68          | 172      | 100      | 272      | 102   | 34    | 7      | 8      | 13  | 58    | 89    | 495  |

- Coppa Italia

| Giocatrice         | Partite | Partite | Min. | Pun | Tiri da 2 | Tiri da 2 | Tiri da 2 | Tiri da 3 | Tiri da 3 | Tiri da 3 | Tiri Liberi | Tiri Liberi | Tiri Liberi | Rimbalzi | Rimbalzi | Rimbalzi | Palle | Palle | Stopp. | Stopp. | Ass | Falli | Falli | Val. |
| Giocatrice         | Pr      | PG      | Min. | Pun | R         | T         | %         | R         | T         | %         | R           | T           | %           | D        | O        | T        | P     | R     | S      | D      | Ass | F     | S     | Val. |
| ------------------ | ------- | ------- | ---- | --- | --------- | --------- | --------- | --------- | --------- | --------- | ----------- | ----------- | ----------- | -------- | -------- | -------- | ----- | ----- | ------ | ------ | --- | ----- | ----- | ---- |
| Simona Ballardini  | 4       | 4       | 89   | 44  | 7         | 21        | 33        | 6         | 14        | 43        | 12          | 14          | 86          | 10       | 3        | 13       | 10    | 8     | 1      |        | 4   | 7     | 16    | 43   |
| Angela Gianolla    | 4       | 4       | 71   | 22  | 8         | 10        | 80        | 0         | 3         | 0         | 6           | 8           | 75          | 1        |          | 1        | 9     | 4     |        |        | 8   | 2     | 5     | 22   |
| Sara Giauro        | 4       | 4       | 67   | 22  | 9         | 11        | 82        |           |           |           | 4           | 4           | 100         | 5        | 1        | 6        | 4     | 3     |        |        | 1   | 5     | 3     | 24   |
| Élodie Godin       | 4       | 4       | 110  | 32  | 14        | 34        | 41        |           |           |           | 4           | 6           | 67          | 9        | 11       | 20       | 6     | 5     |        | 2      | 6   | 11    | 6     | 32   |
| Michelle Greco     | 4       | 4       | 109  | 17  | 8         | 22        | 36        | 0         | 6         | 0         | 1           | 1           | 100         | 17       | 6        | 23       | 6     | 7     |        | 2      | 9   | 5     | 3     | 30   |
| Megan Mahoney      | 4       | 4       | 93   | 50  | 16        | 29        | 55        | 2         | 6         | 33        | 12          | 17          | 71          | 20       | 4        | 24       | 7     | 7     |        |        | 9   | 7     | 16    | 70   |
| Zenta Meļņika      | 2       | 2       | 17   | 2   | 1         | 3         | 33        |           |           |           |             |             |             | 4        |          | 4        | 1     |       |        | 1      |     |       | 2     | 6    |
| Florina Pașcalău   | 2       | 2       | 30   | 12  | 6         | 9         | 67        |           |           |           |             |             |             | 5        | 1        | 6        | 6     | 2     |        |        |     | 6     | 2     | 7    |
| Valentina Siccardi | 4       | 3       | 17   | 2   | 1         | 2         | 50        | 0         | 1         | 0         |             |             |             | 1        |          | 1        | 2     |       |        |        |     | 2     |       | -3   |
| Giorgia Sottana    | 4       | 4       | 102  | 30  | 7         | 22        | 32        | 4         | 19        | 21        | 4           | 4           | 100         | 7        | 2        | 9        | 7     | 4     | 1      |        | 10  | 3     | 11    | 23   |
| Kia Vaughn         | 4       | 4       | 95   | 57  | 25        | 40        | 62        | 0         | 1         | 0         | 7           | 7           | 100         | 21       | 16       | 37       | 5     | 5     | 1      |        | 1   | 7     | 9     | 80   |

- Eurolega: stagione regolare

| Giocatrice         | Partite | Min. | Pun | Tiri da 2 | Tiri da 2 | Tiri da 2 | Tiri da 3 | Tiri da 3 | Tiri da 3 | Tiri Liberi | Tiri Liberi | Tiri Liberi | Rimbalzi | Rimbalzi | Rimbalzi | Stopp. | Palle | Palle | Ass | Falli | Falli |
| Giocatrice         | PG      | Min. | Pun | R         | T         | %         | R         | T         | %         | R           | T           | %           | D        | O        | T        | D      | P     | R     | Ass | C     | D     |
| ------------------ | ------- | ---- | --- | --------- | --------- | --------- | --------- | --------- | --------- | ----------- | ----------- | ----------- | -------- | -------- | -------- | ------ | ----- | ----- | --- | ----- | ----- |
| Kia Vaughn         | 13      | 355  | 182 | 79        | 144       | 54.9      | 0         | 0         | 0         | 24          | 35          | 68.6        | 77       | 32       | 109      | 4      | 26    | 9     | 13  | 27    | 32    |
| Élodie Godin       | 14      | 350  | 138 | 53        | 107       | 49.5      | 0         | 1         | 0         | 32          | 36          | 88.9        | 65       | 22       | 87       | 7      | 23    | 15    | 16  | 29    | 36    |
| Giorgia Sottana    | 13      | 375  | 119 | 29        | 68        | 42.6      | 15        | 48        | 31.3      | 16          | 23          | 69.6        | 14       | 4        | 18       | 1      | 28    | 11    | 28  | 29    | 29    |
| Megan Mahoney      | 10      | 242  | 118 | 26        | 62        | 41.9      | 11        | 27        | 40.7      | 33          | 38          | 86.8        | 30       | 12       | 42       | 1      | 17    | 17    | 18  | 31    | 33    |
| Simona Ballardini  | 14      | 328  | 102 | 26        | 58        | 44.8      | 10        | 29        | 34.5      | 20          | 27          | 74.1        | 27       | 7        | 34       | 1      | 38    | 15    | 31  | 29    | 45    |
| Michelle Greco     | 12      | 299  | 87  | 33        | 60        | 55.0      | 5         | 14        | 35.7      | 6           | 8           | 75.0        | 19       | 12       | 31       | 0      | 12    | 14    | 24  | 16    | 13    |
| Florina Pașcalău   | 14      | 219  | 75  | 25        | 58        | 43.1      | 0         | 1         | 0         | 25          | 30          | 83.3        | 27       | 15       | 42       | 1      | 20    | 10    | 14  | 22    | 24    |
| Angela Gianolla    | 14      | 236  | 64  | 24        | 48        | 50.0      | 2         | 8         | 25.0      | 10          | 12          | 83.3        | 8        | 5        | 13       | 0      | 25    | 8     | 15  | 17    | 21    |
| Dubravka Dačić     | 6       | 54   | 22  | 7         | 23        | 30.4      | 0         | 0         | 0         | 8           | 11          | 72.7        | 11       | 6        | 17       | 1      | 5     | 1     | 0   | 13    | 6     |
| Valentina Siccardi | 13      | 174  | 21  | 5         | 31        | 16.1      | 3         | 15        | 20.0      | 2           | 3           | 66.7        | 15       | 5        | 20       | 0      | 8     | 8     | 15  | 27    | 5     |
| Sara Giauro        | 12      | 146  | 19  | 9         | 18        | 50.0      | 0         | 0         | 0         | 1           | 3           | 33.3        | 12       | 1        | 13       | 1      | 8     | 2     | 4   | 5     | 6     |
| Marta Masoni       | 3       | 17   | 2   | 1         | 2         | 50.0      | 0         | 2         | 0         | 0           | 0           | 0           | 0        | 0        | 0        | 0      | 1     | 1     | 0   | 1     | 0     |